# Шадлинский, Аббас Кули-бек Бабиб оглы
Аббас Кули-бек Бабиб оглы Шадлинский (азерб. Abbasqulu bəy Şadlinski, 1886 — 1930) — советский военный деятель, революционер, командир партизанского отряда «Красный табор», сыгравший значительную роль в установлении советской власти в Армении и Нахичевани. Историк Ц. П. Агаян назвал Шадлинского «храбрым сыном азербайджанского народа».

## Биография
Родился 24 февраля 1886 года в селе Беюк Веди (ныне город Веди) Эриванского уезда Эриванской губернии. Происходил из бекского рода Шадлинских. Рано потерял отца. В 1894 году при помощи матери учился в двухлетней русско-татарской школе родного села, но из-за материальных трудностей, не окончил учёбу. В 1902 году работал на доставшемся в наследство от отца земельном участке. Февральская революция 1917 года сыграла значительную роль в формировании политических взглядов Шадлинского.
В 1918 — 1919 гг. командовал силами самообороны Веди против дашнакских отрядов.
Осенью 1920 года по инициативе коммунистов Нахичевани, был сформирован партизанский отряд «Красный табор», командиром которого был Абаскули Шадлинский, отличившийся в годы Гражданской войны в Нахичевани. Вначале отряд состоял из 200 бойцов-азербайджанцев. В дальнейшем он пополнялся новыми силами из представителей других национальностей.
Отмечается, что турецкое командование неоднократно требовало предать суду Аббаса Кули-бека и его друга Гусейнова. Руководитель отряда ЦК КП(б) Армении по оказанию помощи беженцам из Нахичевани и смежных районов Атик Азизян в своей докладной записке, говоря о причинах преследования Аббаса Кули и его друга Гусейнова, отмечал: «Дело в том, что эти люди своей деятельностью срывают планы турецкого командования». Далее он писал, что когда в Нахичевани была установлена Советская власть, «Аббас Кули-бек оказал большие услуги Советской власти. Вот почему Аббас Кули вызвал ненависть турок…».
За заслуги, оказанные в боях против дашнакского правительства командир «Красного Табора» Шадлинский был удостоен ордена «Красного Знамени». В числе награждённых были также 18 азербайджанцев, в том числе командиры рот Ибрагим Фарзалиев, Алекпер Садыхов, Мусеиб Ахундов, Фатулла Гусейнов, Кафар Алиев, Ибрагим Аскеров, Рагимов, Халил Мехтиев и др.
До конца 1922 года Шадлинский оставался в Нахичевани, руководил охраной государственной границы. После возвращения в Веди с 1922 по 1928 год работал в нескольких промышленных должностях Армянской ССР, после был назначен руководителем стройки цементного завода в селе Давалу.
Был убит неизвестными в 1930 году.

## Память
Образ Аббас Кули-бека Шадлинского показан в романе Фармана Керимзаде «Снежный перевал». В 1971 году по мотивам романа на киностудии «Азербайджанфильм» был снят фильм «Последний перевал», в котором роль Шадлинского сыграл Гасан Мамедов.